# Чюо (Яманасі)

35°35′59″ пн. ш. 138°31′2″ сх. д. / 35.59972° пн. ш. 138.51722° сх. д.
Чюо́ (яп. 中央市, ちゅうおうし, МФА: [t͡ɕuːoː ɕi̥]) — місто в Японії, в префектурі Яманасі.

## Короткі відомості
Розташоване в центральній частині префектури, на півдні западини Кофу, на західному березі річки Каманаші. Виникло на основі сільських поселень раннього нового часу. Засноване 20 лютого 2006 року шляхом об'єднання містечок Тамахо й Татомі з селом Тойотомі. Основою економіки є сільське господарство, овочівництво, вирощування кукурудзи, баклажанів, помідорів. Станом на 1 квітня 2009 площа міста становила 31,81 км². Станом на 1 липня 2011 населення міста становило 31 217 осіб.

## Освіта
- Яманаський університет (додатковий кампус)